# Red Special

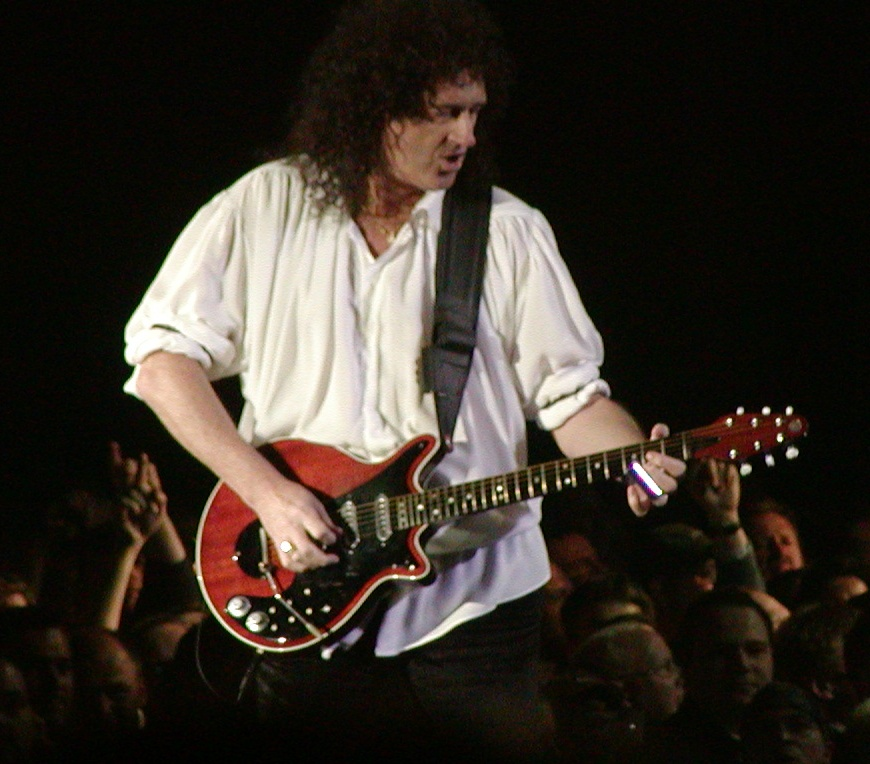
Brian May med sin Red Special

Red Special (eller Fireplace) är den brittiske gitarristen Brian Mays elgitarr. Han byggde den med hjälp av sin pappa Harold under tiden augusti 1963 till oktober 1964. En stor del av träet till gitarren kom från en eldstad som några av familjens vänner skulle göra sig av med. Det var svårt att forma halsen på gitarren då träet var över 100 år gammalt och av dålig kvalité. Det finns faktiskt två maskhål i den. Med sin Red Special har Brian May och därmed även Queen fått ett mycket säreget sound, mest tack vare gitarrens unika elektroniksystem, då alla tre mikrofoner kan kontrolleras individuellt, till skillnad från traditionella tre eller femvägs-switchar. Gitarren har också ett unikt tremolosystem, gjort av gamla cykeldelar och en synål. Under tiden Red Special byggdes var det även tänkt att den skulle vara halvakustisk, så en stor del av insidan är ihålig, dock skars några ljudhål aldrig ut.
Det har gjorts många försök att kopiera denna unika gitarr. På 1980-talet inledde May ett samarbete med Guild Guitars som lanserade en kopia. Ett senare samarbete med gitarrtillverkaren Burns, som tillverkade Tri-Sonic mikrofonerna i den riktiga Red Special blev mer lyckosamt.
Själv äger Brian May tre kopior tillverkade av den australiske gitarrbyggaren Greg Fryer, kallade John, Paul och George efter medlemmarna i The Beatles.